# Borboropactus elephantus
Borboropactus elephantus är en spindelart som först beskrevs av Benoy Krishna Tikader 1966.  Borboropactus elephantus ingår i släktet Borboropactus och familjen krabbspindlar. Inga underarter finns listade.